# 林家潭站
林家潭站（工程名为林家潭路站）位于中华人民共和国江苏省苏州市吴中区郭巷街道通达路与林家潭路交叉口地下，是苏州地铁7号线的地铁车站。本站于2024年11月22日开通免费试乘，并于2024年12月01日正式对外开通运营。

## 车站结构

### 楼层分布
| 地面 |                    | 出入口                                 |  |  |
| -1层 | 站厅               | 售票机、客务中心、车站控制室、检票闸机 |  |  |
| -2层 |                    | █ 7号线 往木里（郭巷）                 |  |  |
|      | 岛式站台，左侧开门 |                                        |  |  |
|      |                    | █ 7号线 往常楼（通园路南）             |  |  |

## 出入口
尹山站设计4个出入口，各出入口如下：
|                     |                |      |  |
| 出口编号            | 建议前往目的地 | 照片 |  |
| 1 · 出口 · （设有） |                |      |  |
| 2 · 出口            |                |      |  |
| 3 · 出口 · （设有） |                |      |  |
| 4 · 出口            |                |      |  |
| 图例： 设有         |                |      |  |

## 接驳交通
四个出口均有苏州公共自行车接驳，暂无接驳公交。